# Valentin Zukovsky
Valentin Dmitrovich Zukovsky is een personage uit de James Bondfilms Goldeneye (1995) en The World Is Not Enough (1999). Hij is tweemaal vertolkt door de Schotse acteur Robbie Coltrane.
Als James Bond eenmaal arriveert in Sint-Petersburg, ontmoet hij de CIA-agent Jack Wade die hem vertelt dat de ex-KGB-agent Valetin Zukovsky hem verder kan helpen bij zijn onderzoek om de leider van de Janus-groep te ontmaskeren. Zukovsky heeft een mank rechterbeen en Bond beweert dat hij hem dat been bezorgd heeft. Ze ontmoeten elkaar als Bond zijn Walther PPK op Zukovskys hoofd richt om hem te ondervragen. Maar al snel houdt een helper van Zukovsky een pistool tegen Bonds hoofd. Bond wordt meegebracht en op een bank geduwd, terwijl er een optreden bezig is van Zukovsky's maîtresse Irina. Bond krijgt het voor elkaar Zukovsky haar weg te laten sturen, maar Zukovsky wordt er niet vriendelijker op: elke keer als Bond iets zegt dat Zukovsky niet bevalt schiet hij op de bank waar Bond op zit. Als Zukovsky uiteindelijk Bond neer wil schieten weet hij zich eruit te kletsen door hem een goede deal te beloven. Bond komt later op Zukovsky's kantoor waar Zukovsky hem zo veel mogelijk informatie geeft, en aan het einde van hun gesprek sluiten ze hun deal zodat ze beiden niet meer bij elkaar in het krijt staan.
Zukovsky is later weer terug in The World Is Not Enough waar hij een iets grotere rol speelde. Op een avond dringt James Bond het casino van Zukovsky binnen. Hij komt binnen door Zukovskys handlanger Mr.Bullion onder schot te houden terwijl hij hem binnen laat. Zukovsky is omringd tussen twee vrouwen, hoewel Zukovsky heel beleefd doet komt Bond koud binnen voor informatie. Bond stuurt de vrouwen weg en wil meer informatie over de terrorist Renard die probeert waarschijnlijk probeert Elektra King om het leven te brengen. Zukovsky zegt hem daar weinig van te weten omdat hij nu een eerlijk zakenman is (hoewel de aanwezigheid van gewapend personeel en schurkachtige lijfwachten sterk op het tegendeel wijzen). Zukovsky gaat later die avond een simpel kaartspelletje aan met Elektra King waarbij ze om een miljoen dollar spelen. Zukovsky weet het miljoen te winnen. Als het blijkt dat Elektra King de daadwerkelijke vijand is en Bonds baas M ontvoert wil hij meer weten van Zukovsky.
Zukovsky komt 's avonds bij zijn olieplatform in de Kaspische Zee aan en treft er op een bankje Dr. Cristmas Jones aan die hem probeert te verleiden, als Zukovsky haar iets te drinken aan wil bieden verschijnt Bond achter de deur die een van Zukovskys mannen onder schot houdt. Bond wil weten wat Zukovskys relatie is met Elektra King, maar midden in het gesprek wordt het gebouw in tweeën gezaagd door een helikopter van Elektra. Bond gaat de strijd aan met Elektra's mannen waarbij Zukovsky hem helpt. Zukovsky stapt midden in de strijd met Christmas Jones in een auto om te ontsnappen maar ze vallen echter de zee in. Als ze er eenmaal uit komen wordt Zukovsky achtervolgd door de messen van een helikopter waardoor hij in zijn eigen kaviaar valt.
Hij komt er uiteindelijk pas uit als hij Bond de informatie geeft, maar omdat Zukovsky een zwaar gewicht heeft kreeg hij hem er pas uit toen Mr. Bullion hielp. Valentin vertelde over zijn neef Kapitein Nicolai die spullen voor Elektra smokkelt naar Istanboel, Bond gaat met Zukovsky mee naar Istanbul waar hij te horen krijgt dat Nicolai met een nucleaire onderzeeër die dag naar Renard toe komt. Tijdens dit gesprek laat Bullion een bom af gaan waarbij Zukovsky buiten westen raakt, Bond gaat samen met Christmas achter Bullion aan maar dit mislukt en Bond en Jones worden gevangengenomen en naar Elektra gebracht. Als Bond uiteindelijk vast zit in een speciale stoel van Elektra valt Zukovsky met zijn mannen binnen, waarbij hij Bullion neerschiet. Vervolgens gaat hij de kamer binnen waar Bond vastgehouden wordt.
 Zukovsky: "I'm looking for a submarine. It's big, and black and the driver is a very good friend of mine.
Vervolgens pakt Elektra de kapiteinspet van Nicolai en schiet er met een pistool doorheen: Zukovsky valt neer. Maar met zijn laatste beetje kracht pakt hij de wandelstok, waar hij altijd mee loopt voor zijn manke been, op van de grond. Het blijkt dat de stok een geweer is en hij richt het als eerst op Elektra, maar vervolgens richt hij het op Bond. Als Bond denkt dat zijn laatste uur geslagen heeft, schiet Zukovsky alleen een keten van kapot bij Bonds hand zodat hij kan ontsnappen, zo liet Zukovsky zien dat hij toch een vriend is van Bond. Voor hij sterft grijnst hij nog even naar Bond.

## Trivia
- Er is nooit duidelijk aangegeven dat Zukovsky stierf in The World Is Not Enough, maar wel is er een scène die niet in de film werd verwerkt waar Bond Zukovskys hartslag controleert. Ook is er een scene (die niet in de film zit) waarin Molly Warmflash de vrouwelijke dokter een kogel uit het lichaam van Zukovsky haalt waaruit blijkt dat hij nog moet leven.